# Ernest Severn
Ernest Severn (Johannesburg, 3 maggio 1933 – Thousand Oaks, 27 novembre 1987) è stato un attore statunitense.

## Biografia
Era nato Ernest Hubbard Smuts Severn, figlio del dottor Clifford Brill Severn (1890-1981) e della moglie sudafricana Rachel Malherbe (1897-1984). I suoi genitori sono emigrati dal Sudafrica a Los Angeles dopo la sua nascita. Aveva sette fratelli che erano tutti attori bambini: Venetia Severn, Clifford Severn, Yvonne Severn, Raymond Severn, Christopher Severn, William Severn e Winston Severn.
Ernest Severn e i suoi frtelli Raymond e Christopher recitarono tutti nel film del 1943 Joko l'australiano.

## Filmografia parziale
- Joko l'australiano (The Man from Down Under), regia di Robert Z. Leonard (1943)
- Joe il pilota (A Guy Named Joe), regia di Victor Fleming (1943)
- Un'ora prima dell'alba (The Hour Before the Dawn), regia di Frank Tuttle (1944)
- Notte senza fine (Pursued), regia di Raoul Walsh (1947)[1]